# Francisco Villa, Chicontepec
Francisco Villa är en ort i Mexiko.   Den ligger i kommunen Chicontepec och delstaten Veracruz, i den sydöstra delen av landet, 220 km nordost om huvudstaden Mexico City. Francisco Villa ligger 169 meter över havet och antalet invånare är 181.
Terrängen runt Francisco Villa är platt. Runt Francisco Villa är det ganska tätbefolkat, med 83 invånare per kvadratkilometer. Närmaste större samhälle är Chicontepec de Tejada, 19,7 km söder om Francisco Villa. Trakten runt Francisco Villa består till största delen av jordbruksmark.